# Julio Canessa
Julio Canessa Roberts (Antofagasta, 19 marzo 1925 – Santiago del Cile, 24 gennaio 2015) è stato un generale e politico cileno, fu membro della Giunta militare che governò il Cile dal 1973 al 1990, dove rappresentò l'Esercito cileno, dal 1998 al 2006 fu senatore.

## Biografia
Canessa fu vice-comandante in capo dell'Esercito cileno dal 1983 al 1985, e fu membro della Giunta militare cilena dal 1985 al 1986.
Venne in seguito rimpiazzato da Humberto Gordon. Nel 1998, fu nominato senatore dopo una nomina da parte del Consiglio di Sicurezza Nazionale. Come senatore si oppose alla proposta di legge della Concertazione dei Partiti per la Democrazia per la legge indigena, vedendola come un male per lo sviluppo, e nel 2001 difese le mine terrestri ritenendole come necessarie.
In seguito la posizione dei senatori designati venne eliminata in conseguenza delle riforme costituzionali del 2004. Canessa è morto il 24 gennaio 2015 all'età di 89 anni.